# نمایشنامه انتقادی چاپلین
نمایشنامه انتقادی چاپلین (به انگلیسی: The Chaplin Revue) شامل سه فیلم کوتاه و صامت زندگی سگی، دوش‌فنگ، زائر به کارگردانی چارلی چاپلین و تولید سال ۱۹۵۹ می‌باشد. چاپلین روی این سه فیلم، موسیقی متن قرار داد و پشت صحنه‌های آن را هم به فیلم اضافه کرد.